# Nati nel 1529
| Questa pagina contiene informazioni ricavate automaticamente dalle voci biografiche con l'ausilio del template Bio e di un bot. L'aggiornamento è periodico e automatico e ricostruisce completamente la pagina. Se manca una persona in questa lista, sei pregato di non aggiungerla, ma accertati piuttosto che la sua voce biografica contenga il template Bio e che i dati anagrafici siano correttamente compilati. Se il template Bio manca, inseriscilo tu stesso o, in alternativa, metti l'avviso {{tmp\|Bio}} che ne segnala la mancanza. Se i dati riportati sono sbagliati, correggi direttamente la voce biografica; le modifiche saranno visibili in questa lista entro pochi giorni. Per chiarimenti vedi il progetto biografie. La lista contiene solo le 60 persone che sono citate nell'enciclopedia e per le quali è stato implementato correttamente il template Bio. Pagina aggiornata al 27 gen 2025. |

## Gennaio(1)
- 8 gennaio - Giovanni Federico II di Sassonia, duca tedesco († 1595)

## Febbraio(1)
- 15 febbraio - Markus Fugger, banchiere e mercante tedesco († 1597)

## Marzo(1)
- 3 marzo - Alexandru II Mircea, principe († 1577)

## Aprile(3)
- 8 aprile - Giovan Battista Pigna, umanista e letterato italiano († 1575)
- 12 aprile - Annibale Rucellai, vescovo cattolico italiano († 1601)
- 25 aprile - Francesco Patrizi, filosofo e scrittore italiano († 1597)

## Maggio(2)
- 12 maggio - Sabina di Brandeburgo-Ansbach, nobile tedesca († 1575)
- 30 maggio - Giovanni Dolfin, vescovo cattolico italiano († 1584)

## Giugno(2)
- 7 giugno - Étienne Pasquier, scrittore, giurista e storico francese († 1615)
- 14 giugno - Ferdinando II d'Austria, duca († 1595)

## Luglio(3)
- 16 luglio - Pieter Peck, giurista olandese († 1589)
- 20 luglio - Henry Sidney, politico inglese († 1586)
- 24 luglio - Carlo II di Baden-Durlach, nobile tedesco († 1577)

## Agosto(1)
- 31 agosto - Bernardo Davanzati, economista e agronomo italiano († 1606)

## Settembre(3)
- 1º settembre - Taddeo Zuccari, pittore italiano († 1566)
- 25 settembre - Alfonso I Gonzaga, nobile italiano († 1589)
- 25 settembre - Günther XLI di Schwarzburg-Arnstadt, militare e diplomatico tedesco († 1583)

## Ottobre(2)
- 7 ottobre - Laura Lanza, nobile italiana († 1563)
- 26 ottobre - Anna d'Assia, nobile († 1591)

## Dicembre(2)
- 11 dicembre - Fulvio Orsini, umanista, storico e archeologo italiano († 1600)
- 16 dicembre - Laurent Joubert, medico e chirurgo francese († 1583)

## Senza giorno specificato(39)
- Akai Naomasa, militare giapponese († 1578)
- Thomé Andrada de Paiva, missionario portoghese († 1582)
- Antoine d'Estrées, nobile e ufficiale francese († 1609)
- Jacopo VI Appiano, nobile italiano († 1585)
- Asakura Kageaki, militare giapponese († 1574)
- Guillaume Des Autels, scrittore e poeta francese († 1599)
- Jean Bodin, filosofo, economista e giurista francese († 1596)
- Francesco Brina, pittore italiano († 1586)
- Francisco Cabral, gesuita e missionario portoghese († 1609)
- William Courtenay, II conte di Devon, nobile e politico inglese († 1557)
- Guy Du Faur de Pibrac, poeta, magistrato e diplomatico francese († 1584)
- François Dubois, pittore francese († 1584)
- Castore Durante, medico, botanico e poeta italiano († 1590)
- Giovanni Finetti, avvocato e giurista italiano († 1613)
- Raphael Holinshed, scrittore e storiografo inglese († 1580)
- René Goulaine de Laudonnière, esploratore francese († 1574)
- Melchior Lussi, politico e condottiero svizzero († 1606)
- Giacomo Mignanelli, vescovo cattolico italiano († 1576)
- Anne Morgan, nobildonna inglese († 1607)
- Diego Muñoz Camargo, storico e scrittore messicano († 1599)
- Bartolomeo Passarotti, pittore italiano († 1592)
- George Puttenham, scrittore inglese († 1590)
- Ratsada, sovrano siamese († 1534)
- Urban Sagstetter, vescovo cattolico austriaco († 1573)
- Giovanni Battista Santoni, vescovo cattolico e diplomatico italiano († 1592)
- Jost Segesser von Brunegg, ufficiale svizzero († 1592)
- Diederik Sonoy, patriota e militare olandese († 1597)
- Sōma Moritane, militare giapponese († 1601)
- Takeda Nobukado, militare giapponese († 1582)
- Antonio Terminio, poeta e storico italiano († 1581)
- Carlo Theti, architetto italiano († 1589)
- Filippo Tornabuoni, vescovo cattolico italiano († 1559)
- Ukita Naoie, militare giapponese († 1582)
- Simone II Ventimiglia, nobile, politico e militare italiano († 1560)
- Francesco Zamberlan, ingegnere e architetto italiano
- Giambologna, scultore fiammingo († 1608)
- Jean Bastier de La Péruse, poeta e drammaturgo francese († 1554)
- Cristóbal de Molina el cuzqueño, religioso spagnolo († 1585)
- Elisabetta della Rovere, nobildonna italiana († 1561)